# Loge-Fougereuse
Loge-Fougereuse település Franciaországban, Vendée megyében. Lakosainak száma 383 fő (2022. január 1.). Loge-Fougereuse Antigny, La Châtaigneraie, Saint-Hilaire-de-Voust, Saint-Maurice-des-Noues és Terval községekkel határos.

## Népesség
A település népességének változása:
| Lakosok száma | 372  | 379  | 388  | 387  | 398  | 400  | 402  | 392  | 383  |
|               | 2013 | 2015 | 2016 | 2017 | 2018 | 2019 | 2020 | 2021 | 2022 |